# Pădurea Latorița
Pădurea Latorița este o arie naturală protejată de interes național ce corespunde categoriei a IV-a IUCN (rezervație naturală de tip mixt), situată în județul Vâlcea, pe teritoriul administrativ al comunei Malaia.

## Localizare
Aria naturală se află în partea nord-vestică a Munților Căpățânii, în apropierea limitei nord-vestice a județului Vâlcea cu județele Sibiu și Hunedoara, în partea sud-vestică a satului Ciungetu, în lunca dreaptă a râului Latorița la o altitudine cuprinsă între 800 și 1350 m.

## Descriere
Rezervația naturală declarată arie protejată prin Legea Nr.5 din 6 martie 2000, se întinde pe o suprafață de 7,10 hectare, reprezintă o zonă de protecție pentru specia arboricolă de larice (Larix decidua), precum și pentru mai multe specii ierboase. 

## Floră

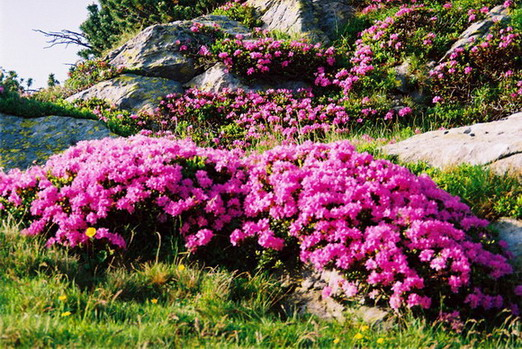
Smârdar sau bujor de munte (Rhododendron kotschyi)

La nivelul ierburilor sunt întâlnite mai multe specii floristice  rare (unele ocrotite prin lege), dintre care: floarea-reginei (Leontopodium alpinum Cass), smârdar (Rhododendron kotschyi), angelică (Angelica Archangelica), iederă albă (Daphne blagayana), clopoțel de munte (din specia Campanula serrata) albăstriță (Centaurea coziensis) sau cimbrișor (din specia Thymus comosus).